# Pirata taurirtensis
Pirata taurirtensis este o specie de păianjeni din genul Pirata, familia Lycosidae. A fost descrisă pentru prima dată de Schenkel, 1937.
Este endemică în Morocco. Conform Catalogue of Life specia Pirata taurirtensis nu are subspecii cunoscute.